# Ик, Триша
Три́ша Ик (англ. Trisha Eck, Trish Eck) — канадская кёрлингистка.

## Достижения
- Чемпионат Канады по кёрлингу среди женщин: золото (2005).

## Команды
| Сезон   | Четвёртый       | Третий              | Второй        | Первый           | Запасной                                                        | Турниры                     |
| ------- | --------------- | ------------------- | ------------- | ---------------- | --------------------------------------------------------------- | --------------------------- |
| 2003—04 | Дженнифер Джонс | Karen Porritt       | Джилл Оффисер | Lynn Fallis-Kurz | Триша Ик тренер: Lyall Hudson                                   | КК 2004 (7 место)           |
| 2004—05 | Дженнифер Джонс | Кэти Овертон-Клэпем | Джилл Оффисер | Кэти Готье       | Триша Ик тренеры: Larry Jones (ЧК, ЧМ), Элейн Дагг-Джексон (ЧМ) | ЧК 2005 · ЧМ 2005 (4 место) |

(скипы выделены полужирным шрифтом)